# 長谷部史彦
長谷部 史彦（はせべ ふみひこ、1962年 - ）は、日本の歴史学者。慶應義塾大学文学部教授。専門は中世・近世アラブ史。

## 略歴
1985年慶應義塾大学文学部卒業。1987年同大学大学院文学研究科修士課程修了、1991年同博士課程単位取得退学。
1991年慶大文学部助手、1999年助教授、2008年教授。
その間、東京外国語大学アジア・アフリカ言語文化研究所共同研究員（1992年 - 1997年）、国際日本文化研究センター共同研究員（2005年 - 2008年）、エジプト・アレクサンドリア大学ダマンフール校訪問教授（2007年 - 2008年）等を歴任した。

## 著書
- 『中世環地中海圏都市の救貧』（編著、慶應義塾大学出版会、2004年）
- 『ナイル・デルタの環境と文明 Ⅰ』（編著、早稲田大学イスラーム地域研究機構、2012年）
- 『ナイル・デルタの環境と文明 Ⅱ』（編著、早稲田大学イスラーム地域研究機構、2013年）
- 『地中海世界の旅人』（編著、慶應義塾大学出版会、2014年）
- 『オスマン帝国治下のアラブ社会』（山川出版社、2017年）